# Дубна (городище)
Городище Дубна (известное также как Ратминское поселение) — археологический памятник, расположенный на левом берегу реки Дубны при её впадение в реку Волгу, на территории города Дубны Московской области.
Представляет собой остатки древнерусского города Дубна, существовавшего в XII—XIII веках.
Значительная часть городища размыта рекой Волгой после создания Угличского водохранилища. Сохранился культурный слой на площади до 2 га. Культурный слой городища перекрыт мощными наносами аллювиального происхождения — слоем суглинка толщиной до 1 метра. Валы городища упоминаются в описаниях XIX века, к настоящему времени не прослеживаются. В результате археологических исследований обнаружен фрагмент рва городища; раскопаны остатки девяти домов, стоявших на улице, вытянутой вдоль реки Волги.
Возникло в первой половине XII века на месте существовавшего на этом месте славянского или финно-угорского поселения. По мнению ряда специалистов, основано ростово-суздальским князем Юрием Долгоруким. Было административным, торговым и ремесленным центром округи, входило в состав Ростово-Суздальского княжества, а затем — Переяславского княжества. Через него шла хлебная торговля Ростово-Суздальского княжества с Новгородом. Упоминается в Новгородской первой летописи под 1216 годом и, вероятно, под 1134 годом. Дважды или трижды оказывается на пути новгородских войск в ходе войн с Ростово-Суздальским княжеством; вероятно, дважды было сожжено (в 1149 и 1216 годах). Прекратило существование после татаро-монгольского нашествия. На месте городища Дубна сохранилось село Городище на Дубенском устье — нынешняя улица Ратмино города Дубны Московской области.

## История изучения
Впервые упоминается в 1861 году в книге И. С. Белюстина. В 1873 году в числе древних городов России упоминается Д. Я. Самоквасовым, а Р. Н. Никулин в том же году высказывает мнение о том, что село Городище на Дубенском Устье «это древний городок Дубна». В 11-м томе энциклопедического словаря Ф. А. Брокгауза и И. А. Ефрона, опубликованном в 1893 году, в статье о реке Дубне говорится, что расположенное при устье Дубны село Дубна (Городище) «в старину было городом». В 1903 году было включено В. А. Плетневым в обзор археологических памятников Тверской губернии.
В 1962—1965 годах городище исследовалось археологической экспедицией Государственного исторического музея под руководством А. В. Успенской. Вскрыто более 400 м², изучены остатки девяти древнерусских домов, найдены многочисленные артефакты домонгольского времени, свидетельствующие о существовании здесь рыболовецких промыслов, железоделательного производства, гончарства, ткачества и ювелирного дела; остатки вооружения и воинского снаряжения. Полученная коллекция поступила в Государственный исторический музей.
На протяжении ряда лет изучалось дубненскими краеведами, результаты их изысканий представлены в муниципальном Музее археологии и краеведения Дубны.
В 1986 году обследуется сотрудниками Института археологии РАН С. В. Белецким и А. С. Фроловым. По результатам работ С. В. Белецкий приходит к выводу о том, что городище «предстает перед нами как достаточно типичный древнерусский город, существовавший в XII-XIII веках».
В 2009—2013 годах исследования на городище ведет Дубненская археологическая экспедиция — совместная экспедиция Музея археологии и краеведения Дубны и Московского областного общественного фонда «Наследие», под руководством Ф. Н. Петрова и Л. В. Пантелеевой. В результате этих работ были выявлены остатки оборонительных сооружений, обнаружены селища Дубна-1 и Дубна-2, представляющие собой, по мнению авторов исследования, остатки посадов, существовавших при городище Дубна; найдены остатки металлургического, в том числе — бронзолитейного, производства.

## Находки
В ходе исследований городища сделаны многочисленные находки древнерусского оружия, орудий труда, украшений, следов металлургического процесса, гончарной керамики и пр. В число наиболее значимых находок, сделанных на городище Дубна в разные годы, и опубликованных в научных изданиях, входят:
- свинцовые актовые печати: князя Ярослава Всеволодовича, печати новгородских посадников, заготовки для печатей;
- свинцовые пломбы дрогичинского типа XII—XIII веков (Ратминское поселение)[5]: 44 пломбы с изображениями святых, креста, княжескими тамгами, и не менее трёх заготовок для пломб;
- три креста-энколпиона XII — начала XIII века;
- золотостеклянные бусины XII века;
- западноевропейский денарий X века со следами использования в качестве подвески.[6][7][8][9]

## Памятный камень
В 2004 году у городища Дубна на улице Ратмино Московский областной общественный фонд историко-краеведческих исследований и гуманитарных инициатив «Наследие» установил памятный камень с надписью «Отсюда Дубна стала есть. 1134. Основана Юрием Долгоруким». С 2010 года в дубненской городской прессе и в СМИ Московской области идет дискуссия по этому памятному знаку, участниками которой опубликовано более 50 статей и газетных материалов. Несколько жителей Дубны считают, что этот памятный камень искажает историю современного города, основанного в середине XX века. Их позицию поддержал специалист Института Российской истории РАН В. А. Кучкин. Участники «Наследия» и сотрудники дубненского краеведческого музея доказывают, что камень имеет право на существование, как памятный знак, посвященный древнерусской Дубне. В поддержку этой позиции неоднократно высказывались руководители и сотрудники Института археологии РАН, Института истории материальной культуры РАН и Государственного исторического музея. Тема памятного камня становилась предметом судебных разбирательств и неоднократных обсуждений на заседаниях в администрации города Дубны. В 2014 году администрацией было принято решение сохранить памятный камень, разместив рядом с ним информацию о том, что он установлен в память об истории существовавшего здесь древнерусского города. Противники камня не согласны с этим решением, дискуссия в прессе продолжилась. В 2015 году противники памятного камня обратились с иском в Дубненский городской суд, однако суд принял решение, что данный памятный знак установлен законно, а требования по его изменению или ликвидации не имеют законных оснований. Это решение было обжаловано, но Московский областной суд не согласился с доводами жалобы и оставил решение городского суда без изменений.